# Všehrdy (okres Plzeň-sever)
Všehrdy jsou obec v okrese Plzeň-sever v Plzeňském kraji. Leží osm kilometrů jihovýchodně od Kralovic. V obci žije 57 obyvatel. Obec je součástí Mikroregionu Kralovicko.

## Historie

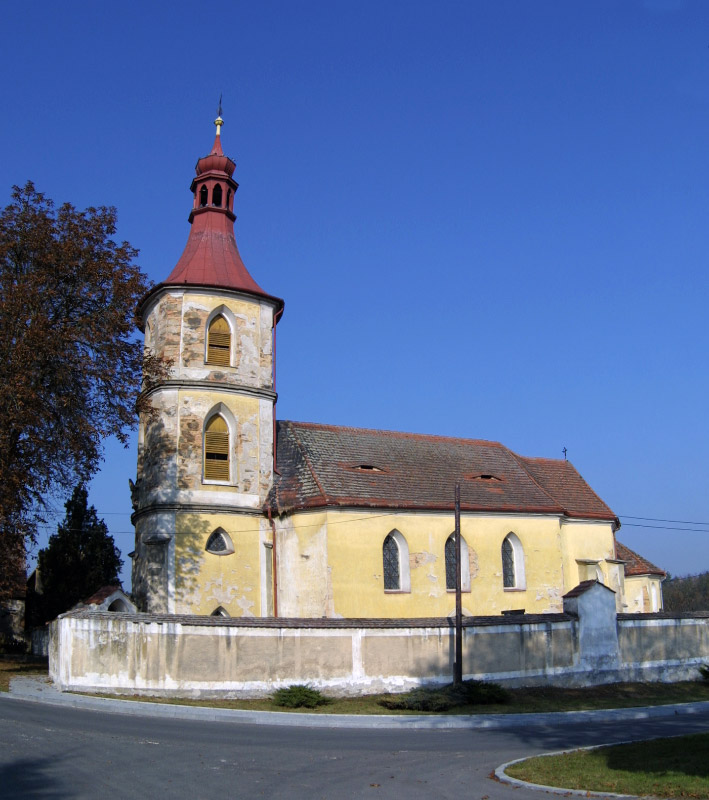
Kostel svatého Prokopa

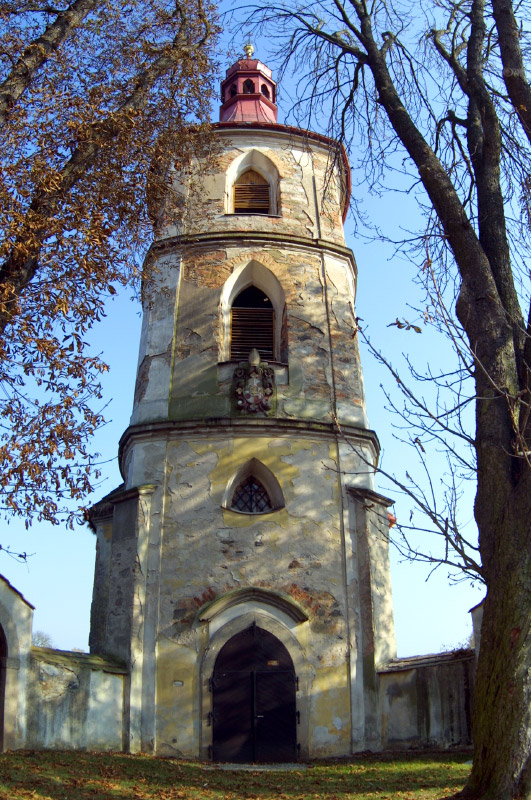
Věž kostela svatého Prokopa

První písemná zmínka o vesnici pochází z roku 1229, kdy plaský klášter vyměnil Všehrdy s králem Přemyslem Otakarem I. za část Hodyně. Ves byla nadále součástí královského majetku a král Václav I. ji později daroval zpět plaskému cisterciáckému klášteru. Klášter v roce 1387 koupil místní svobodný dvůr od Ješka ze Všehrd a roku 1383 mu byl Ctiborem ze Švamberka na Kaceřově darován i druhý dvůr.
Během husitských válek, kdy královská koruna neměla z vypáleného kláštera žádné příjmy, zapsal král Zikmund ves spolu s dalšími 13 a městečkem Kralovice bratřím Hanušovi a Bedřichovi z Kolovrat na Libštejně a Krašově. V té době měly Všehrdy 18 usedlostí.
Po smrti Bedřicha z Kolovrat roku 1432 získal Všehrdy jeho bratr Hanuš, který je připojil ke krašovskému panství a držel je až do své smrti. Jeho syn a dědic Hanuš II. z Kolovrat, toho času probošt kapituly pražské a administrátor arcibiskupství, roku 1480 postoupil Všehrdy s dalšími vesnicemi a polovinou městečka Kralovic nazpět plaskému klášteru za 1 600 kop.
Roku 1521 byla ves klášterem zastavena a patřila k hradu Krašovu a Křivoklátu. V roce 1539 opat Bohuslav ves opět zastavil s dalšími klášterními statky Floriánu Gryspekovi a ves se stala součástí kaceřovského panství. Po konfiskaci majetku Gryspeků se ves roku 1623 vrátila do majetku kláštera v Plasích, ke kterému patřila až do jeho zrušení v roce 1785. Po následující čtyři desetiletí ves patřila pod správu náboženského fondu.
Škola ve Všehrdech fungovala od roku 1867, do té doby děti navštěvovaly školu v Kozojedech. První autobusová linka ze Chříče do Radnic začala fungovat v roce 1930 a na konci třicátých let 20. století byly Všehrdy elektrifikovány.

## Obyvatelstvo
| Rok            | 1869 | 1880 | 1890 | 1900 | 1910 | 1921 | 1930 | 1950 | 1961 | 1970 | 1980 | 1991 | 2001 | 2011 | 2021 |
| -------------- | ---- | ---- | ---- | ---- | ---- | ---- | ---- | ---- | ---- | ---- | ---- | ---- | ---- | ---- | ---- |
| Počet obyvatel | 248  | 246  | 220  | 231  | 217  | 199  | 197  | 126  | 112  | 90   | 82   | 62   | 46   | 51   | 53   |
| Počet domů     | 34   | 35   | 36   | 36   | 37   | 36   | 38   | 38   | 31   | 28   | 26   | 32   | 32   | 15   | 35   |

## Obecní správa
Mezi lety 1850–1975 byly Všehrdy obcí v okrese Kralovice (1850–1930), posléze v okrese Plasy (1950) a později v okrese Plzeň-sever. Od 1. ledna 1976 do 23. listopadu 1990 patřily jako část obce ke Kozojedům a od 24. listopadu 1990 jsou opět samostatnou obcí. V letech 1850–1899 k obci patřily Brodeslavy.

## Pamětihodnosti
Kostel svatého Prokopa je zmiňován již roku 1250. Ve 14. století se stal kostelem farním a byl jím až do roku 1659, kdy ves přešla pod farnost v Kozojedech. Původně gotický kostel z poloviny 14. století byl dle návrhu J. B. Santiniho v letech 1730–1732 přestavěn stavitelem M. O. Kondelem v duchu barokní gotiky. Z této přestavby také pochází znak plaského opata Evžena Tyttla na západním průčelí. Ve věži kostela je osazen renesanční zvon Brikcího z Cynperka z roku 1589. Zajímavé jsou také gotizující hřbitovní branky a márnice.
Lidovou architekturu zastupuje dochovaná hospodářská usedlost čp. 8 s roubeným obytným stavením a dřevěným patrovým špýcharem.

## Okolí
Všehrdy leží na severním okraji přírodního parku Hřešihlavská a sousedí s vesnicemi Holovousy na východě, Brodeslavy na jihozápadě, Dřevcem na západě a Černíkovicemi na severozápadě. Vsí protéká Všehrdský potok, na kterém pod vesnicí leží Brodský a v katastru obce Holovousy ležící Baborův mlýn.